# 全一洙
全 日洙（チョン・イルス、朝鮮語: 전일수、1968年7月2日 - ）は 韓国プロ野球・太平洋ドルフィンズに所属していた大韓民国出身のプロ野球選手（投手）。現KBO審判員。

## 経歴
高校時代は1年時から全国32強に上がるのに大きく貢献するほど優秀な投手だった。 
さらに3年の時である1986年には8強戦で投手でありながら決勝3点ホームランを打った。さらに韓日高校野球大会代表チームに選抜されたりもした。
大学に進学した1987年にはソウルオリンピック野球に備えたアマチュア1次国家代表チームに選抜された。翌年は22イニングの間で自責点2だけを記録し、個人優秀投手賞に選ばれた。
一方、韓米アマチュア野球選手権大会、世界野球選手権大会などの代表チームには選抜されたが、二つの大会で目立った成績を出すことができなかったため1988ソウルオリンピック野球代表チーム最終エントリーには入ることができなかった。
以後大学野球で着実に良い成績を出し、182cmの大きい身長から出る剛速球と良い体力を高く評価されて1991年に太平洋ドルフィンズから1次指名を受けて契約金3,800万ウォンに年俸1,200万ウォンで契約する。 
だが、アマチュア時期の酷使のせいなのか、肩を負傷しルーキーイヤーは3試合の出場に終わった。翌年に打者転向を決断。
1992年シーズン中にウェーバー公示にかけられて放出された。韓国プロ野球でウェーバー公示により契約を解除された選手は彼が最初である。
放出以後LGツインズ年俸150万ウォンの練習生として契約した。 
1993年からリハビリを通じて再び投手で切り替える。 
1994年には4月29日にOBベアーズを相手に5イニング無失点1三振で入団4年ぶりにデビュー初めての先発勝利を上げるなど初期には先発投手として3勝を上げるなどよい活躍をしたが、シーズン中盤からはリリーフ要員でさらに多く出場した。 最終成績は30試合出場して45イニング20失点(17自責)、25奪三振、3勝。
だが翌年である1995年は一軍出場ができず、10月30日に自由契約選手として公示され事実上放出された。
1996年4月からKBOリーグ審判委員として活動している。

## 詳細情報

### 年度別投手成績
| 年 度    | 球 団    | 登 板 | 先 発 | 完 投 | 完 封 | 無 四 球 | 勝 利 | 敗 戦 | セ 丨 ブ | ホ 丨 ル ド | 勝 率 | 打 者 | 投 球 回 | 被 安 打 | 被 本 塁 打 | 与 四 球 | 敬 遠 | 与 死 球 | 奪 三 振 | 暴 投 | ボ 丨 ク | 失 点 | 自 責 点 | 防 御 率 | W H I P |
| -------- | -------- | ----- | ----- | ----- | ----- | -------- | ----- | ----- | -------- | ----------- | ----- | ----- | -------- | -------- | ----------- | -------- | ----- | -------- | -------- | ----- | -------- | ----- | -------- | -------- | ------- |
| 1991     | 太平洋   | 3     | 0     | 0     | 0     | 0        | 0     | 0     | 0        | 0           | ---   | 23    | 5.0      | 6        | 0           | 3        | 0     | 0        | 2        | 0     | 0        | 4     | 4        | 7.20     | 1.80    |
| 1993     | LG       | 4     | 1     | 0     | 0     | 0        | 0     | 1     | 0        | 0           | .000  | 44    | 12.0     | 6        | 0           | 3        | 0     | 0        | 3        | 1     | 0        | 3     | 1        | 0.75     | 0.75    |
| 1994     | LG       | 30    | 4     | 0     | 0     | 0        | 3     | 0     | 0        | 0           | 1.000 | 200   | 45.0     | 48       | 4           | 22       | 1     | 4        | 25       | 1     | 0        | 20    | 17       | 3.40     | 1.56    |
| KBO：3年 | KBO：3年 | 37    | 5     | 0     | 0     | 0        | 3     | 1     | 0        | 0           | .750  | 267   | 62.0     | 60       | 4           | 28       | 1     | 4        | 30       | 2     | 0        | 27    | 22       | 3.19     | 1.42    |

### 出身学校
- 1984年 - 1987年、裕信高等学校（朝鮮語版）
- 1987年 - 1991年、慶星大学校 (1987学番)

### 背番号
- 14 （1991年 - 1992年途中）
- 42 （1992年途中 - 1995年）